# Lista de reitores da Universidade de São Paulo
Esta é uma lista de reitores da Universidade de São Paulo.
| N.º | Nome                                       | Nome | Período     | Unidade de origem                                     |
| 1   | Reinaldo Porchat (1868–1953)               |      | 1934 - 1938 | Faculdade de Direito                                  |
| 2   | Lúcio Martins Rodrigues (1876–1970)        |      | 1938 - 1939 | Escola Politécnica                                    |
| 3   | Domingos Rubião Alves Meira (1878–1946)    |      | 1939 - 1941 | Faculdade de Medicina                                 |
| 4   | Jorge Americano (1891–1969)                |      | 1941 - 1946 | Faculdade de Direito                                  |
| 5   | Antônio de Almeida Prado (1889–1965)       |      | 1946 - 1947 | Faculdade de Medicina                                 |
| 6   | Lineu Prestes (1897–1958)                  |      | 1947 - 1949 | Faculdade de Farmácia e Odontologia                   |
| 7   | Miguel Reale (1910–2006)                   |      | 1949 - 1950 | Faculdade de Direito                                  |
| 8   | Luciano Gualberto (1883–1959)              |      | 1950 - 1951 | Faculdade de Medicina                                 |
| 9   | Ernesto Moraes Leme (1896–1986)            |      | 1951 - 1953 | Faculdade de Direito                                  |
| 10  | José Melo Moraes                           |      | 1954 - 1955 | Escola Superior de Agricultura Luiz de Queiroz        |
| 11  | Alípio Correia Neto (1898–1988)            |      | 1955 - 1957 | Faculdade de Medicina                                 |
| 12  | Gabriel Silvestre Teixeira de Carvalho     |      | 1957 - 1960 | Faculdade de Medicina Veterinária e Zootecnia         |
| 13  | Antônio Barros de Ulhôa Cintra (1907–1998) |      | 1960 - 1963 | Faculdade de Medicina                                 |
| 14  | Luís Antônio da Gama e Silva (1913–1979)   |      | 1963 - 1969 | Faculdade de Direito                                  |
| 15  | Hélio Lourenço de Oliveira (1917–1985)     |      | 1967 - 1969 | Faculdade de Medicina de Ribeirão Preto               |
| 16  | Miguel Reale (1910–2006)                   |      | 1969 - 1973 | Faculdade de Direito                                  |
| 17  | Orlando Marques de Paiva                   |      | 1973 - 1977 | Faculdade de Medicina Veterinária e Zootecnia         |
| 18  | Waldyr Muniz Oliva (1930)                  |      | 1978 - 1982 | Instituto de Matemática e Estatística                 |
| 19  | Antônio Hélio Guerra Vieira (1930)         |      | 1983 - 1986 | Escola Politécnica                                    |
| 20  | José Goldemberg (1928)                     |      | 1986 - 1990 | Instituto de Física                                   |
| 21  | Roberto Leal Lobo e Silva Filho (1938)     |      | 1990 - 1993 | Instituto de Física e Química de São Carlos           |
| 22  | Flávio Fava de Moraes (1938)               |      | 1993 - 1997 | Instituto de Ciências Biomédicas                      |
| 23  | Jacques Marcovitch (1947)                  |      | 1997 - 2001 | Faculdade de Economia e Administração                 |
| 24  | Adolpho José Melfi (1937)                  |      | 2001 - 2005 | Instituto de Geociências                              |
| 25  | Suely Vilela Sampaio (1954)                |      | 2005 - 2009 | Faculdade de Ciências Farmacêuticas de Ribeirão Preto |
| 26  | João Grandino Rodas (1945)                 |      | 2009 - 2013 | Faculdade de Direito da Universidade de São Paulo     |
| 27  | Marco Antonio Zago (1946)                  |      | 2014 - 2018 | Faculdade de Medicina de Ribeirão Preto               |
| 28  | Vahan Agopyan (1951)                       |      | 2018 - 2022 | Escola Politécnica                                    |
| 29  | Carlos Gilberto Carlotti Júnior (1960)     |      | 2022 - 2026 | Faculdade de Medicina de Ribeirão Preto               |